# Pristimantis romanorum
Pristimantis romanorum es una especie de anfibio anuro de la familia Craugastoridae.

## Distribución geográfica
Esta especie es endémica de la provincia de Pichincha en Ecuador. Se encuentra entre los 2600 y 2900 m sobre el nivel del mar en Guagua Pichincha.

## Descripción
Los machos miden de 31 a 34 mm.

## Etimología
Esta especie lleva el nombre en honor de Ángel Román, Guido Román, Hernando Román y José Luis Román Carrión del Museo Ecuatoriano de Ciencias Naturales.

## Publicación original
- Yánez-Muñoz, Meza-Ramos, Cisneros-Heredia & Reyes, 2011 "2010": Descripción de tres nuevas especies de ranas del género Pristimantis (Anura: Terrarana: Strabomantidae) de los bosques nublados del Distrito Metropolitano de Quito, Ecuador. Avances en Ciencias e Ingenierías, vol. 2, n.º 3, p. 16-27[3]